# Droga wojewódzka 124
Die Droga wojewódzka 124 (DW 124) ist eine Woiwodschaftsstraße in Polen, die die Kleinstadt Chojna und mit der Grenze nach Deutschland verbindet. Die Gesamtlänge der Straße beträgt 26 Kilometer.
Die Straße verläuft in der Woiwodschaft Westpommern innerhalb des Kreises Greifenhagen. Sie verbindet die deutsche Bundesstraße 158a zum deutsch-polnischen Grenzübergang Hohenwutzen/Osinów Dolny (Niederwutzen) mit der polnischen Landesstraße 26 sowie den Woiwodschaftsstraßen DW 126 und DW 125. In ihrer gesamten Länge verläuft die DW 124 auf der Trasse der ehemaligen deutschen Reichsstraße 158, die von Berlin nach Lauenburg (Pommern) (heute polnisch Lębork) führte.

## Streckenverlauf
Woiwodschaft Westpommern:
Powiat Gryfiński (Kreis Greifenhagen):
- Grenzübergangsstelle Hohenwutzen (D) / Osinów Dolny (Niederwutzen) (PL) (→ B 158a (Bad Freienwalde (Oder) – Berlin) bzw. DW 126 (Mieszkowice (Bärwalde) – Dębno (Neudamm))
- Osinów Dolny (Niederwutzen)
- Cedynia (Zehden) (→ DW 125: Wierzchlas (Falkenwalde))
- Mętno (Mantel)
- Chojna (Königsberg (Neumark)) (→ DK 26 (ehemalige Reichsstraße 166): Krajnik Dolny (Nieder Kränig)/Grenzübergang nach Deutschland ↔ Myślibórz (Soldin))